# Regiunea Nijni Novgorod
Regiunea Nijni Novgorod este o regiune de pe teritoriul Rusiei.
1. ↑  Constituția Federației Ruse, accesat în 25 octombrie 2016